# HAM-40
A 40 m-es amatőrsáv a rövidhullámú rádiófrekvenciás tartományban lévő, rádióamatőrök számára kijelölt sáv. A kijelölt frekvenciatartomány: 7000–7200 kHz.

## Terjedési sajátosságai[1]
A 40m-es amatőrsáv a rövidhullámú rádiófrekvenciás tartományban van, ezért a rövidhullámokra jellemző terjedési tulajdonságai vannak:
- nappal NVIS
- napnyugta után térhullámok
- a késő éjszakai órákban az NVIS teljesen megszűnik, viszont térhullámok által akár több ezer km-es DX-összeköttetések is létesíthetőek, különösen a téli időszakban

## A 40 m-es amatőrsávra vonatkozó nemzetközisávterv[2]
| ITU 1                                                         | ITU 2                         | ITU 3                        |
| ------------------------------------------------------------- | ----------------------------- | ---------------------------- |
| 7000–7100 kHz 1. AMATŐR 2. MŰHOLDAS AMATŐR 5.140 5.141 5.141A |                               |                              |
| 7100–7200 kHz 1. AMATŐR                                       |                               |                              |
| 7200–7300 kHz 1. MŰSORSZÓRÁS                                  | 7200–7300 kHz 1. AMATŐR 5.142 | 7200–7300 kHz 1. MŰSORSZÓRÁS |

- 5.140 - Járulékos felosztás: Angolában, Irakban, Szomáliában és Togóban a 7000-7050 kHz frekvenciasávot elsődleges jelleggel az állandóhelyű szolgálat számára is felosztották. (WRC‑15)
- 5.141 - Helyettesítő felosztás: Egyiptomban, Eritreában, Etiópiában, Guineában, Líbiában, Madagaszkáron és Nigerben a 7000−7050 kHz sávot elsődleges jelleggel az állandóhelyű szolgálat számára osztották fel. (WRC‑12)
- 5.141A - Járulékos felosztás: Üzbegisztánban és Kirgizisztánban a 7000−7100 kHz és a 7100−7200 kHz sávot másodlagos jelleggel az állandóhelyű és a földi mozgószolgálat számára is felosztották. (WRC‑03)
- 5.142 - A 7200−7300 kHz sávnak a 2. Körzetben az amatőrszolgálat általi használata nem szabhat korlátozásokat az 1. és a 3. Körzetben tervezett műsorszóró szolgálat számára. (WRC‑12)

## A sávblokk Magyarországon érvényessávterve[3]
| 7000–7200 kHz   | 7000–7200 kHz | 7000–7200 kHz | 7000–7200 kHz                 | 7000–7200 kHz             | 7000–7200 kHz           | 7000–7200 kHz                 | 7000–7200 kHz          |
| A               | B             | C             | D                             | E                         | F                       | G                             | H                      |
| --------------- | ------------- | ------------- | ----------------------------- | ------------------------- | ----------------------- | ----------------------------- | ---------------------- |
| AMATŐR          |               | P             | 1                             | K                         | Amatőrrádiózás          | ECC/REC/(02)01 MSZ EN 301 783 | 3. melléklet 7. pont   |
| MŰHOLDAS AMATŐR |               | P             | 1                             | K                         | Műholdas amatőrrádiózás | ECC/REC/(02)01 MSZ EN 301 783 | 3. melléklet 7. pont   |
|                 |               | PN            |                               |                           | SRD                     |                               | 3. melléklet 9.1. pont |
| 3               | K             | PN            | Vasúti alkalmazások           | 3. melléklet 9.5.1. pont  |                         |                               |                        |
| 3               | K             | PN            | Rádiómeghatározó alkalmazások | 3. melléklet 9.7.1. pont  |                         |                               |                        |
| 3               | K             | PN            | Induktív alkalmazások         | 3. melléklet 9.10.1. pont |                         |                               |                        |

- Az A oszlop meghatározza az adott sávhoz rendelt egyes rádiószolgálatokat
- A B oszlop meghatározza a vonatkozó lábjegyzetet, a harmonizált katonai sávra
- A C oszlop meghatározza a polgári, a nem polgári vagy az együttes célú használatra történő felosztást. A polgári célú felosztást P, a nem polgári célút N és az együttes célút E jelöli.
- A D oszlop meghatározza az alkalmazás jellegét. Az elsődleges jelleget 1-es, a másodlagos jelleget 2-es, a harmadlagos jelleget 3-as szám jelöli.
- Az E oszlop meghatározza az alkalmazás használatbavételi lehetőségét. A kijelölt kategóriát K, a tervezett kategóriát T jelöli.
- Az F oszlop meghatározza az alkalmazás megnevezését.
- A G oszlop tartalmazza a vonatkozó nemzetközi és hazai dokumentumokra hivatkozásokat
- A H oszlop tartalmazza a frekvenciasávok használata során alkalmazandó további rádióspektrum-gazdálkodási követelményeket és jellemzőket, valamint sávhasználati feltételeket.

## Felosztása[4]
| Frekvenciatartomány (Hz) | Frekvenciatartomány (Hz) | Használható adóteljesítmény (W) | Használható adóteljesítmény (W) | Használható adóteljesítmény (W) | Használható sávszélesség (Hz) | Üzemmód, felhasználás                                                                                              | Engedélyezett adásmód | Engedélyezett adásmód                                 | Engedélyezett adásmód                                                                              |
| kezdete                  | vége                     | Kezdő                           | CEPT                            | HAREC                           | Használható sávszélesség (Hz) | Üzemmód, felhasználás                                                                                              | Kezdő                 | CEPT                                                  | HAREC                                                                                              |
| ------------------------ | ------------------------ | ------------------------------- | ------------------------------- | ------------------------------- | ----------------------------- | --- | --------------------- | ----------------------------------------------------- | -------------------------------------------------------------------------------------------------- |
| 7000000                  | 7040000                  | 0                               | 200                             | 1500                            | 200                           | - CW - 7030000 CW QRP - 7033000 THOR4 - 7039100 WSPR                                                               |                       | A1A                                                   | A1A                                                                                                |
| 7040000                  | 7050000                  | 0                               | 200                             | 1500                            | 500                           | Digitális üzemmódok - 7040000 PSK31 - 7042500 MFSK16 - 7043000 RTTY - 7044000 FSQ - 7045000 FeldHell - 7047500 FT4 |                       | A1A, A1B, A1D, F1A*, F1B, F1D                         | A1A, A1B, A1D, F1A*, F1B, F1D                                                                      |
| 7050000                  | 7060000                  | 100                             | 200                             | 1500                            | 2700                          | - LSB Hangcsatorna - Digitális üzemmódok - Automata jeladók - 7058000 SSTV(D)                                      | A1A, F1D, J3E         | A1A, A1B, A2A, A2B, F1A, F1B, F1D, J2A, J2B, J2E, J3E | A1A, A1B, A1D, A2A, A2B, A2D, F1A, F1B, F1D, F2A, F2B, F2D, F3E, F3F, J2A, J2B, J2D, J2E, J3E, R3E |
| 7060000                  | 7074000                  | 100                             | 200                             | 1500                            | 2700                          | - LSB Hangcsatorna - Digitális üzemmódok                                                                           | A1A, F1D, J3E         | A1A, A1B, A2A, A2B, F1A, F1B, F1D, J2A, J2B, J2E, J3E | A1A, A1B, A2A, A2B, F1A, F1B, F1D, F2A, F2B, F3E, F3F, J2A, J2B, J2E, J3E, R3E                     |
| 7074000                  | 7081000                  | 100                             | 200                             | 1500                            | 2700                          | Digitális üzemmódok - 7074000 FT8 THOR - 7076000 JT9+JT65 Olivia - 7078000 JT9 JS8 - 7079000 T10                   | A1A, F1D, J3E         | A1A, A1B, A2A, A2B, F1A, F1B, F1D, J2A, J2B, J2E, J3E | A1A, A1B, A2A, A2B, F1A, F1B, F1D, F2A, F2B, F3E, F3F, J2A, J2B, J2E, J3E, R3E                     |
| 7081000                  | 7100000                  | 100                             | 200                             | 1500                            | 2700                          | - LSB - 7090000 LSB QRP - 7096000 FeldHell                                                                         | A1A, F1D, J3E         | A1A, A1B, A2A, A2B, F1A, F1B, F1D, J2A, J2B, J2E, J3E | A1A, A1B, A2A, A2B, F1A, F1B, F1D, F2A, F2B, F3E, F3F, J2A, J2B, J2E, J3E, R3E                     |
| 7100000                  | 7164000                  | 0                               | 200                             | 1500                            | 2700                          | - LSB - 7110000 Vészhelyzeti hívófrekvencia                                                                        |                       | A1A, A1B, A2A, A2B, F1A, F1B, F1D, J2A, J2B, J2E, J3E | A1A, A1B, A2A, A2B, F1A, F1B, F1D, F2A, F2B, F3E, F3F, J2A, J2B, J2E, J3E, R3E                     |
| 7165000                  | 7175000                  | 0                               | 200                             | 1500                            | 2700                          | Képi átvitel, SSTV - 7165000 SSTV(A/D) - 7171000 SSTV(A/D)                                                         |                       | A1A, A1B, A2A, A2B, F1A, F1B, F1D, J2A, J2B, J2E, J3E | A1A, A1B, A2A, A2B, F1A, F1B, F1D, F2A, F2B, F3E, F3F, J2A, J2B, J2E, J3E, R3E                     |
| 7175000                  | 7200000                  | 0                               | 200                             | 1500                            | 2700                          | LSB DX |                       | A1A, A1B, A2A, A2B, F1A, F1B, F1D, J2A, J2B, J2E, J3E | A1A, A1B, A2A, A2B, F1A, F1B, F1D, F2A, F2B, F3E, F3F, J2A, J2B, J2E, J3E, R3E                     |

## Gyakorlati felhasználása
A  kijelölt tartomány sávszélessége elegendően nagy ahhoz, hogy lehetőség legyen több hangcsatorna kiosztására. A sáv elejét morzejelek (CW), és keskenysávú digitális jelek használatára osztották ki. Lehetőség van továbbá képi jelek, SSTV átvitelére is.
A nappali időszakban az NVIS a jellemző, belföldi kommunikációra kiválóan alkalmas ilyenkor a sáv. Kis teljesítménnyel és egyszerű antennával is létesíthetőek összeköttetések, így jól használható kitelepülésre, QRP-re.
A déli órákban, különösen a nyári időszakban felléphet 100km körüli holt zóna.
Az esti, éjszakai órákban megszűnik az NVIS, ilyenkor nagy távolságú DX összeköttetések létesíthetőek. A sáv ilyenkor zsúfolttá válik. Különösen a téli időszakban, ilyenkor gyakorlatilag a teljes európai térség a holtzónába esik, úgyszólván valamennyi kontinenssel zavarmentesen lehet forgalmazni. Legkisebb csillapítással és legnagyobb hatósugárral akkor számolhatunk, ha a hullámterjedés a Föld azon a felén játszódik le, ahol éjszaka van.